# Adrianus Jacobus van Dobben de Bruijn
Adrianus Jacobus van Dobben de Bruijn (Hazerswoude, 6 december 1909 – 2 juni 1994) was een Nederlands politicus van de ARP.
Hij werd geboren als zoon van Cornelis Simon van Dobben de Bruijn (1873-1947), destijds burgemeester van Hazerswoude, en Marijtje van Hoeken (1877-1960). Na in Alphen aan den Rijn en Zeist de hbs te hebben gedaan ging hij als volontair werken bij de gemeentesecretarie van Reeuwijk. In 1933 werd hij ambtenaar bij de gemeente Almkerk waar hij het bracht tot commies en waarnemend gemeentesecretaris. In december 1946 werd Van Dobben de Bruijn burgemeester van Langbroek. In juli 1973 nam G.A.W.C. baron van Hemert tot Dingshof enkele weken voor hem waar.
Van Dobben de Bruijn ging in januari 1975 met pensioen, waarna hij in Zeist ging wonen. In 1994 overleed hij op 84-jarige leeftijd.